# Effetto Averch-Johnson
L'effetto Averch-Johnson è la tendenza delle aziende regolamentate a accumulare quantità eccessive di capitale al fine di espandere il volume dei loro profitti. Infatti, se il rapporto tra utili e capitale delle società si colloca ad una certa percentuale, allora le imprese hanno un forte incentivo a investire eccessivamente per aumentare generalmente i propri profitti. Questo investimento va oltre ogni punto di efficienza ottimale per il capitale che la società può aver calcolato poiché si desidera quasi sempre un profitto maggiore oltre l'efficienza.
L'eccessiva accumulazione di capitale nel senso del regolamento sul tasso di rendimento è informalmente nota come doratura.

## Derivazione matematica
Supponiamo che un'azienda regolamentata desideri massimizzare i suoi profitti: {\displaystyle \pi =R(K,L)-wL-rK} dove {\displaystyle R(K,L)} è la funzione dei ricavi, {\displaystyle K} è il capitale dell'azienda, {\displaystyle L} è lo stock di lavoro dell'azienda, {\displaystyle w} è il tasso salariale e {\displaystyle r} è il costo del capitale. Il profitto dell'impresa è limitato in modo tale che: {\displaystyle \sigma ={R-wL \over {K}}} dove {\displaystyle \sigma } è il tasso di rendimento ammissibile. Supponiamo che {\displaystyle \sigma >r} . Potremmo quindi formulare un funzionale per trovare l'azione ottimale dell'azienda: {\displaystyle J=R(K,L)-wL-rK-\lambda [R(K,L)-wL-\sigma K]} dove {\displaystyle \lambda } è il moltiplicatore di Lagrange (noto anche come prezzo ombra). I derivati di questo funzionale sono: {\displaystyle {\begin{aligned}{\partial J \over {\partial K}}&=(1-\lambda )R_{K}-r+\lambda \sigma \\{\partial J \over {\partial L}}&=(1-\lambda )R_{L}-(1-\lambda )w\end{aligned}}} Nel loro insieme, ciò implica che: {\displaystyle R_{K}={r-\lambda \sigma  \over {1-\lambda }},\quad R_{L}=w} Il rapporto tra il prodotto marginale del capitale e il prodotto marginale del lavoro è: {\displaystyle {R_{K} \over {R_{L}}}={r-\alpha  \over {w}},\quad \alpha ={\lambda  \over {1-\lambda }}(\sigma -r)} Poiché si valuta che questo nuovo costo del capitale sia inferiore al costo di mercato del capitale, l'impresa tenderà a investire eccessivamente in capitale.